# Пивной кекс
Пивной кекс (англ. Beer cake) — кекс или торт, приготовленный с использованием пива в качестве основного ингредиента и других типичных ингредиентов для этой выпечки. Шоколадные пивные кексы могут включать стаут и шоколадное стаутное пиво, при приготовлении некоторых имбирных пряников также используется пиво. Существуют разновидности пивного кекса, например, из корневого пива.

## Обзор
Пиво, используемое в пивном кексе, может придать ему дрожжевой вкус. Глазурь на пивном кексе также может быть получена с использованием пива в качестве основного ингредиента. Стаут и шоколадный стаут иногда используют при приготовлении шоколадных пивных кексов.
Существуют варианты приготовления кекса с использованием фруктов или ягод, например, черники. Рецепт заключается в том, чтобы перемешать фрукты в стакане, в который наливают пиво, а затем полученную смесь используют в качестве ингредиента в жидком тесте для торта. Фрукты также можно использовать для украшения пивного торта.

## Bolo de cerveja
Пивной торт в Бразилии и Португалии может называться «Bolo de cerveja».

## Имбирный пряник
Некоторые пряники готовятся с добавлением пива; пиво может служить для улучшения вкуса и насыщенности пряника. В имбирных пряниках использование темного пива может усилить вкус за счет добавления специй, используемых в блюде. И наоборот, использование различных сортов пива может снизить качество пряничного кекса. Например, использование лагера может сделать пряник горьким, а использование стаута может придать слишком большую тяжесть.

## Кекс из корневого пива
Кекс из корневого пива — это разновидность пивного кекса, приготовленного с использованием корневого пива (из коры дерева сассафрас) в качестве основного ингредиента. Корневое пиво может быть безалкогольным или алкогольным.

## Кекс с портером
Портер-кекс — традиционный ирландский кекс, который, по мнению некоторых, ассоциируется с Днём святого Патрика. Это фруктовый пирог, который по традиции готовят с использованием портера, хотя его можно заменить такими стаутами, как Гиннесс.